# Klassius
Klássius — рід жуків родини Довгоносики (Curculionidae).

## Зовнішній вигляд
До цього роду відносяться невеличкі жуки, довжина їхнього тіла трохи більша, ніж 7  мм. Основні ознаки:
- надкрила трикутно-еліптичні;
- плечі напівсферичні й сильно опуклі, ця опуклість переходить на черевний бік тіла;
- основи надкрил дугоподібні відносно передньогрудей слабо вигнута донизу, злегка звужена допереду, з двома борозенками зверху;
- бічна поверхня задньогрудей повністю прикрито надкрилами.

Докладний опис морфології і фотографії виду цього роду див.

## Спосіб життя
Невідомий, ймовірно, він є типовим для представників спорідненого роду Larinus. 

## Географічне поширення
Єдиний відомий вид роду знаходили лише в Алжирі.  

## Класифікація
Описано лише 1 вид цього роду:
- Klassius klassi Gültekin, 2016 — Алжир